# Lista över borgmästare i Norrköping
Detta är en lista över borgmästare i Norrköping.

## Borgmästare i Norrköping
Borgmästare i Norrköpings stad före 1971. 

### Justitieborgmästare
| Ämbetstid | Namn                         | Levnadstid | Övrigt            |
| --------- | ---------------------------- | ---------- | ----------------- |
| 1541      | Daniel Jonsson Grubbe        |            |                   |
| 1577      | Anund Thoresson              |            |                   |
| 1617      | Gudmund Andersson            |            |                   |
| 1617      | Hans Brutswik                |            |                   |
| 1618–1619 | Göran Anundsson              | –1624      |                   |
| 1618–1619 | Jöns Svensson                | –1623      |                   |
| 1620–     | Gudmund Andersson            |            |                   |
|           | Henrik Larsson               | –1625      |                   |
| 1620–1630 | Måns Svensson (Bröms)        | –1634      |                   |
| 1621      | Joen Aronsson                | –1653      |                   |
| 1622      | Olof Joensson                |            |                   |
| 1638-1664 | Daniel Leijonstierna         | -1664      | Justitiepresident |
| 1664–1681 | Nils Burensköld              | –1681      | Justitiepresident |
| 1681-1693 | Anders Lerbeck               | 1642-1693  |                   |
| 1693-1708 | Eric Tjellman                | 1656-1708  |                   |
| 1708      | Johan Leffler                |            |                   |
| 1709-1717 | Johan Christopher von Bergen | –1717      |                   |
| 1717-1758 | Jacob Ekbohm                 | 1685-1758  |                   |
| 1758-1761 | Claes Jancke                 | 1696-1761  |                   |
| 1761-1766 | Gustaf Henrik Hökerstedt     | 1706-1766  |                   |
| 1767-1785 | Anders Lundroth              |            |                   |
| 1785-1798 | Otto Fredrik Ekerman         | 1731-1800  |                   |
| 1798-1824 | Carl Henric von Ackern       | 1749–1832  |                   |
| 1824-1836 | Lars Magnus Trozelli         | 1785-1852  |                   |
| 1836-1856 | Per Johan Lagergren          | 1797-1856  |                   |
| 1856-1858 | Daniel Weijerin              | 1754–1828  |                   |
| 1858-1884 | Carl Johan Stolpe            | 1800-1891  |                   |
| 1884-1911 | Carl Lothigius               | 1841-1914  |                   |
| 1911-1941 | Gustaf Adolf Björkman        | 1871-1941  |                   |
| 1941-1947 | Carl Johan Reventberg        | 1881-1957  |                   |
| 1947-1969 | Sven Lutteman                | 1902-1990  |                   |
| 1969-1970 | Carl-Anton Spak              | 1929–2023  |                   |

### Politieborgmästare
| Ämbetstid | Namn                              | Levnadstid | Övrigt |
| --------- | --------------------------------- | ---------- | ------ |
| 1656-1675 | Erik Matsson                      | –1675      |        |
| 1661-1672 | Johan Persson Moretus             | 1617-1672  |        |
| 1672-1697 | Peter Danckwardt                  | 1617-1697  |        |
| 1698-1704 | Carl Johansson                    | 1648-1707  |        |
| 1708–1709 | Johan Christopher von Bergen      | –1717      |        |
| 1713–1715 | Johan Halling                     | –1715      |        |
| 1716-1717 | Jacob Ekbohm                      | 1685-1758  |        |
| 1717-1724 | Olof Lemberg                      | –1735      |        |
| 1728-1742 | Olof Ekerman                      | 1697-1742  |        |
| 1743-1761 | Gustaf Henrik Hökerstedt          | 1706-1766  |        |
| 1762-1784 | Sven Björkman                     | 1715-1784  |        |
| 1784-1794 | Anders Fredrik Iggeström          | 1728-1794  |        |
| 1795-1796 | Daniel Björkman                   | 1742-1796  |        |
| 1797-1809 | Jöns Brunbäck                     |            |        |
| 1809-1824 | Daniel Weijerin                   | 1754–1828  |        |
| 1824-1833 | Christian Fredrik Löwenadler      | 1791–1844  |        |
| 1833-1849 | Carl Gustaf Stålhös               | 1796–1849  |        |
| 1850-1885 | Elias Emanuel Engelbert Grenander | 1816–1898  |        |

### Handelsborgmästare
| Ämbetstid | Namn           | Levnadstid | Övrigt                             |
| --------- | -------------- | ---------- | ---------------------------------- |
| 1638–1639 | Nils Månsson   | 1586-1639  | Handels- och köpmansborgmästare.   |
| 1647–1650 | Petter Castens | –1650      | Handels- och hantverksborgmästare. |
| 1650–1655 | Nils Andersson | –1655      |                                    |
| 1656-1658 | Eric Matsson   | –1676      |                                    |
| 1659-1661 | Nils Jonsson   | -1663      |                                    |

### Byggningsborgmästare
| Ämbetstid | Namn                                | Levnadstid | Övrigt                     |
| --------- | ----------------------------------- | ---------- | -------------------------- |
| 1631-1640 | Anders Mattsson                     | 1592-1642  | Räkenskaper och byggnader. |
| 1640-1658 | Olof Hising (Olof Carlsson Hysingh) | -1658      | Intrader och byggnader.    |
| 1658-1675 | Eric Matsson                        | –1676      |                            |